# Индийский псеттод
Индийский псеттод, или колючепёрая камбала (лат. Psettodes erumei) — вид морских лучепёрых рыб семейства псеттодовых (Psettodoidae). Распространены в Индо-Тихоокеанской области. Морские донные рыбы. Максимальная длина тела 64 см. Питаются рыбами и крупными ракообразными.

## Описание
Тело овальной формы, сжато с боков, но толще по сравнению с другими камбалообразными. Высота тела укладывается в 3,2—3,6 раза в общую длину тела. Глаза находятся на правой или левой стороне тела. Глаза большие; верхний глаз расположен на верхней части головы и отстоит далеко от нижнего глаза, то есть межглазничное пространство широкое. Рот большой, задняя часть заходит далеко за задний край глаза. Нижняя челюсть несколько выступает вперёд. Челюсти большие, с крепкими клыками, многие зубы заострёнными окончаниями. Есть мелкие зубы на сошнике и нёбе. Хорошо развита надчелюстная кость. Край предкрышечной кости не покрыт кожей и чешуёй. Начало спинного плавника расположено далеко за задним краем верхнего глаза. В спинном плавнике 48—56 лучей. В анальном плавнике 34—44 луча. Передние лучи спинного и анального плавников колючие. Мочеполовой сосочек и анальное отверстие расположены перед началом анального плавника. Хвостовой плавник с 24—25 лучами, край усечённый или дважды усечённый, не соединяется со спинным и анальным плавниками. Грудные плавники с 13—16 мягкими лучами, одинаковой длины на глазной и слепой сторонах тела. В брюшных плавниках один колючий и 5 мягких лучей, расположены симметрично на обеих сторонах тела. Чешуя мелкая, слабо ктеноидная на обеих сторонах тела. Боковая линия с 61—77 чешуйками, хорошо развита на обеих сторонах тела; делает небольшой изгиб над грудными плавниками; нет верхней ветви, ветвь боковой линии проходит под нижним глазом. Вокруг хвостового стебля 32—38 рядов чешуи.
Глазная сторона коричневатого или сероватого цвета с 4—5 широкими тёмными полосами, проходящими наискосок по бокам тела. Спинной, анальный и задняя часть хвостового плавника тёмные. Слепая сторона бледно-коричневая.
Максимальная длина тела 64 см, обычно до 50 см. Масса тела до 9 кг.

## Биология
Морские донные рыбы. Обитают в прибрежных водах на глубине от 1 до 100 м (обычно от 20 до 50 м) на песчаных и илистых грунтах. В дневные часы закапываются в субстрат, охотятся ночью. Часто плавают в вертикальном положении, что не характерно для камбалообразных.

### Питание
У побережья Пакистана молодь индийского псеттода длиной до 30 см питалась преимущественно головоногими моллюсками рода Sepia и крабами. Взрослые особи переходят на питание рыбой. В состав рациона входят анчоусовые и сельдевые. Другие авторы указывают на более широкий спектр питания индийских псеттодов. Помимо рыб (солеевые, ящероголовые, нитепёровые, сребробрюшковые и другие) в состав рациона входили креветки, крабы, головоногие. Авторы отмечали, что псеттоды могут питаться не только донными, но и пелагическими организмами.

### Размножение
Индийские псеттоды у восточного побережья Индии (Тамилнад) впервые созревают при длине тела от 371 до 390 мм. Нерестятся с мая до сентября с пиком в мае — августе. Икра вымётывается двумя порциями. У западного побережья Индии (Мумбаи) 50 % самок созревали при длине тела около 41 см. Нерест наблюдался в сентябре — октябре. Плодовитость самок длиной от 43,5 до 52,4 см варьировала от 313,8 тысяч до 1219 тысяч икринок.

## Ареал
Широко распространены в Индо-Тихоокеанской области. Индийский океан: от Красного моря и восточного побережья Африки до Индии, Малайзии, Индонезии и Западной Австралии. Тихий океан: от Японии до северной и восточной Австралии.

## Взаимодействие с человеком
Ценная промысловая рыба. Ловят на всём протяжении ареала донными тралами и донными ярусами. Мировые уловы колючепёрых камбал в 2006—2016 годах варьировали от 21,5 до 30 тысяч тонн в год. Лидирующее положение занимают Индонезия, Таиланд и Индия. Реализуются в свежем виде.